# The Mix
The Mix je album německé electro skupiny Kraftwerk obsahující 11 starších skladeb převedených a zremixovaných do modernější podoby. Nejedná se tedy o klasické "best of" album.
Album obsahuje zrenovované skladby z alb Autobahn (1974, skladba Autobahn), Radioactivity (1975, skladba Radioactivity), Trans-Europe Express (1977, skladba Trans-Europe Express/Abzug/Metal On Metal), The Man-Machine (1978, skladba The Robots), Computer World (1981, skladby Computer Love, Pocket Calculator/Dentaku a Home Computer) a z tehdy posledního studiového alba Electric Cafe (1986, skladba Music Non Stop).
Mnohé z významných skladeb, jmenovitě Numbers, Computer World, Showroom Dummies, The Model, Neon Lights, The Man Machine či Tour de France se však na albu neobjevily, i když jsou běžně na koncertech hrány.

## Kontroverzní názory ohledně alba
The Mix je někdy mylně považováno za jakousi nedostačující náhražku plnohodnotného alba a bývá hudebními kritiky považováno za poslední marný pokus o vzchopení se kdysi slavné skupiny. Realita však byla taková, že Kraftwerk v té době měli za sebou již více než 20 let aktivní tvorby, bylo tedy na místě vydat jakousi retrospektivní práci; zároveň modernizovali a vybavovali své nahrávací studio Kling Klang a nebyli tudíž technicky vybavení, aby vydali plnohodnotné a dostatečně vizionářské album, jak tomu bylo doposud. Nutno dodat, že tato modernizace probíhala po celá devadesátá léta, prakticky do roku 1997, kdy se opět vydali na turné.
Dalším důvodem, proč Kraftwerk vydali jen zremixované best of album byl fakt, že roku 1987 po vydání alba Electric Cafe skupinu po patnácti letech opustil hudebník Wolfgang Flür. Na jeho místo přišel zvukový inženýr Fritz Hilpert, který dal remixovaným skladbám finální podobu a je uveden vedle Ralfa Hüttera a Floriana Schneidera jako producent alba.
Těsně před vydáním The Mix na konci roku 1990 skupinu opustil další dlouholetý člen Karl Bartos. Jak v jednom interview uvedl, udělal rovněž mnoho práce na albu, ale v kreditaci uveden není.

## Singly
K tomuto albu vyšly dva singly: The Robots s dvěma remixy studia Kling Klang a Radioactivity s třemi remixy včetně remixů Françoise Kevorkiana.

## Seznam skladeb

### Anglická verze
1. (08:56) The Robots
2. (06:35) Computerlove
3. (04:32) Pocket Calculator
4. (03:27) Dentaku
5. (09:27) Autobahn
6. (06:53) Radioactivity
7. (03:20) Trans Europe Express
8. (02:18) Abzug
9. (04:58) Metal on Metal
10. (08:02) Homecomputer
11. (06:38) Music Non Stop

### Německá verze
1. (08:56) Die Roboter
2. (06:35) Computerliebe
3. (04:32) Taschenrechner
4. (03:27) Dentaku
5. (09:27) Autobahn
6. (06:53) Radio-Aktivität
7. (03:20) Trans Europa Express
8. (02:18) Abzug
9. (04:58) Metall auf Metall
10. (08:02) Heimcomputer
11. (06:38) Musik Non Stop